# Morehead City, North Carolina
Morehead City, North Carolina (енгл. Morehead City) град је у америчкој савезној држави Северна Каролина.

## Демографија
По попису из 2010. године број становника је 8.661, што је 970 (12,6%) становника више него 2000. године.
| Група             | 2000.         | 2010.         |
| Белци             | 6.213 (80,8%) | 6.746 (77,9%) |
| Афроамериканци    | 1.075 (14,0%) | 931 (10,7%)   |
| Азијати           | 59 (0,8%)     | 136 (1,6%)    |
| Хиспаноамериканци | 180 (2,3%)    | 598 (6,9%)    |
| Укупно            | 7.691         | 8.661         |